# Emerica
Emerica – amerykańska firma obuwnicza z siedzibą w Lake Forest w Kalifornii, należąca do Sole Technology, Inc., która także produkuje odzież.

## Idea marki
Emerica została stworzona przez skaterów dla skaterów.

## Historia
Emerica została założona w 1996, przez właściciela Sole Technology, Pierre-André Senizergues. Emerica skupia się na rynku skateboardingu. Obecni skaterzy: Andrew Reynolds, Leo Romero, Heath Kirchart, Ed Templeton, evin „Spanky” Long i Bryan Herman posiadają swoje promodele w kolekcji. Riderzy sami biorą udział w projektowaniu butów nie tylko od strony technicznej, ale również od strony graficznej.

## Team Emerica

### Obecny skład
- Andrew Reynolds
- Heath Kirchart
- Ed Templeton
- Kevin „Spanky” Long
- Bryan Herman
- Leo Romero
- Justin Figueroa
- Jerry Hsu
- Braydon Szafranski
- Aaron Suski
- Chris Senn
- Brandon Westgate
- Marquis Preston
- Jamie Tancowny

### Byli członkowie
- Natas Kaupas
- Donny Barley
- Chad Bartie
- Dan Drehobl
- Erik Ellington
- Jim Greco
- Marc Johnson
- Adrian Lopez
- Phil Shao
- Jamie Thomas
- Tosh Townend
- Tim O’Connor
- Mike Maldonado
- Gershon Mosley
- Darren Navarrete
- Austin Stephens
- Ali Boulala
- Shane Cross